# Hans Wachenhusen
Hans Wachenhusen (Trier, 1827. december 31. – Wiesbaden, 1898. március 23.) német író.

## Élete
Irodalmi és nyelvészeti tanulmányainak végeztével beutazta az északi vidékeket, lefordította a Kalevala finn eposzt, valamint Johan Ludwig Runeberg műveit, és a krími hadjárattól egész az 1870-71-es porosz–francia háborúig minden hadjáratban részt vett mint nagyobb újságok haditudósítója. Az itt szerzett tapasztalatairól több művet is írt, melyek úgy alakilag, mint tartalmilag érdekesek és irodalmi becsűek.

## Művei
- In der Mondnacht. Märchen, (1854)
- Von Widdin nach Stambul, (1855)
- Ein Besuch im Türkischen Lager, (1855)
- Tagebuch aus Neuenburg (1857)
- Die Lorette
- Das neue Paris
- Die Frauen des Kaiserreiches (1858)
- Rom u. Sahara (1858)
- Halbmond und Doppeladler (1860)
- Freischaaren und Royalisten (1861)
- Unter dem weissen Adler (1864)
- Vor den Düppeler Schanzen (1864)
- Die Pariser Ausstellungsbilder (2 kötet, 8. kiad.)
- Eva in Paris (5. kiad.)
- Vom armen ägyptischen Mann, mein Fellahleben (2 kötet, 1871)
- Tagebuch vom französischen Kriege 1870-71 (2 kötet, 1871, ez képes kiadásban is megjelent e címen: Der deutsche Volkskrieg)
- Aus bewegtem Leben (emlékiratai, 2 kötet, 1892)

### Regényei
- Die bleiche Gräfin (2 kötet, 1862, több kiadásban)
- Die Gäfin von der Nadel (1863)
- Rouge et noir (1864)
- Um schnödes Geld (1872)
- Was die Strasse verschlingt (1882)

### Színdarabjai
- Paula
- Die Familie Reuter
- Die kleine Durchlaucht

## Magyarul
- Wachenhusen Jánosː A török kozák. Elbeszélés; ford. Cziklay Lajos; Lampel, Bp., 1879 (Piros könyvtár)
- Wachenhusen Jánosː A kincs. Regény; ford. Szirmay Lajos; Mehner, Bp., 1882
- A lelkiismeret szava. Regény; ford. Margittai Szaniszló; Színes Regénytár Kiadóvállalat, Bp., 1931 (Színes regénytár)
- A legkisebb leány. Regény; ford. Szegedy Ila; Színes Regénytár Kiadóvállalat, Bp., 1931 (Színes regénytár)
- Ha a köd eloszlik. Regény; ford. W. Nagy Anna; Színes Regénytár Kiadóvállalat, Bp., 1932 (Színes regénytár)
- A szenvedély rabjai; ford. W. Nagy Anna; Színes Regénytár Kiadóvállalat, Bp., 1932 (Színes regénytár)
- A gyémántkirály leánya; ford. W. Nagy Anna; Színes Regénytár Kiadóvállalat, Bp., 1932 (Színes regénytár)
- Kiki a párjával. Regény; ford. Margittai Szaniszlóné; Színes Regénytár Kiadóvállalat, Bp.–Újpest, 1933 (Színes regénytár)
- A kitagadott. Regény; ford. Margittai Szaniszlóné; Színes Regénytár Kiadóvállalat, Bp., 1934 (Színes regénytár)
- Párisi kaland. Regény; ford. B. Radó Lili; Színes Regénytár Kiadóvállalat, Bp., 1935 (Színes regénytár)
- A sárkány. Regény; ford. B. Radó Lili; Színes Regénytár Kiadóvállalat, Bp., 1936 (Színes regénytár)